# الفجوج بوغرارة سعودي
الفجوج بوغرارة سعودي هي بلدية جزائرية تابعة لولاية أم البواقي.